# Symfonie nr. 5 "Sakura" (Reed)
Symfonie nr. 5 "Sakura" is een compositie voor harmonieorkest van de Amerikaanse componist Alfred Reed. De compositie werd geschreven in opdracht van het Senzuko Gakuen College of Music in Tokio. 
Het werk werd op cd opgenomen door het Harmonieorkest van het Brabants Conservatorium, Tilburg onder leiding van Jan Cober.